# كعكة الميلاد
كعكة الميلاد هي نوع من الكعك ويغلب أن تكون كعكة الفاكهة تُقدّم في وقت عيد الميلاد في العديد من البلدان.

## طالع المزيد
- بوذج الميلاد
- كعكة سمنل